# Salvador Vinyals i Sabaté
Salvador Vinyals i Sabaté (Barcellona, 22 novembre 1847 – Barcellona, 20 novembre 1926) è stato un architetto spagnolo.

## Biografia
Nato a Barcellona nel 1847, si diplomò capomastro nel 1868 ed architetto il 31 maggio 1877.
Di stile eclettico e talvolta modernista, fu uno degli architetti più ricercati del suo tempo e l'autore di numerose case nell'Eixample di Barcellona, come la casa Juncosa sulla Rambla de Catalunya.
Nel corso della sua attività si dedicò anche al restauro del monastero di Sant Pere de les Puel·les a Sarrià, dell'ormai scomparso Teatre Líric e del Teatre Liceu, oltre alla realizzazione del carcere La Model insieme a Josep Domènech i Estapà.
Altri edifici degni di nota sono la torre Buxareu a Puigcerdà, la torre Lacambra a Sarrià, Can Robert a Sitges e l'ampliamento dello stabilimento Bertrand i Serra a Manresa.